# Doreen Massey
Doreen Massey   (Manchester, 3 de gener de 1944 - Kilburn, 11 de març de 2016) va ser una professora emèrita de geografia de l'Open University (Regne Unit). Va fer els seus estudis a Oxford i Filadèlfia i, abans d'incorporar-se a l'Open University, va desenvolupar la seva carrera al Center for Environmental Studies de Londres. És una de les geògrafes més influents del seu temps. Els seus interessos relacionats amb la teoria de l'espai i del lloc inclouen la visió crítica de la globalització, el desenvolupament regional desigual, la rellevància del que és local i el compromís polític de l'anàlisi geogràfica. La seva reflexió s'ha centrat en les societats modernes occidentals, però també ha treballat a Sud-àfrica, Nicaragua i Veneçuela. La seva tasca ha estat reconeguda amb la medalla Victòria de la Royal Geographical Society (1994) i el Prix Vautrin Lud (1998). Autora de múltiples publicacions, alguns dels seus llibres són World City (Polity Press, 2010), For space (Sage Publications, 2005) i Space, place and gender (Polity Press, 1994). Era col·laboradora habitual de diferents mitjans de comunicació del Regne Unit.